# Osmanlı Kadınları Çalıştırma Cemiyeti
Osmanlı Kadınları Çalıştırma Cemiyeti ("Osmanska Kvinnors Anställningsförening"), var en turkisk organisation för kvinnors arbetsmöjligheter, grundad 1916.
Kvinnofrågor började debatteras i Osmanska riket under andra hälften av 1800-talet, när de västinfluerade tanzimatpolitiken introducerade flera moderniseringsreformer som indirekt också gav kvinnor mer frihet. Flickskolor grundades där kvinnor även var verksamma som lärare, och en kvinnopress med kvinnotidningar utkom. Någon aktiv kvinnorörelse uppkom dock inte i Osmanska riket eftersom kvinnor inte hade möjlighet att grunda politiska föreningar. Först efter revolutionen 1908 blev det möjligt att grunda politiska organisationer, och därefter uppkom de första kvinnoföreningarna, bland dem Osmanlı Műdafaa-ı Hukûk-ı Nisvan Cemiyeti. 
Föreningen grundades av Enver Pasha för att verka för att flera kvinnor blev yrkesverksamma och göra det möjligt för dem att börja arbeta. Det var inte en kvinnoförening i direkt mening. Det grundade av enbart män, och dess önskan att kvinnor skulle delta i arbetslivet handlade dels om att kvinnor behövdes i produktionen och arbetslivet under första världskriget, när männen var inkallade, och dels om att änkor och andra nödställda kvinnor borde få möjligheter att försörja sig själva utan att prostituera sig, vilket gynnade både nationen liksom det skyddade vad som sågs som allmän moral. Kvinnor borde därför frigöras ur haremslivet av ekonomiska skäl. Föreningen var verksam till 1923. 